# Théâtre Pouchkine de Moscou

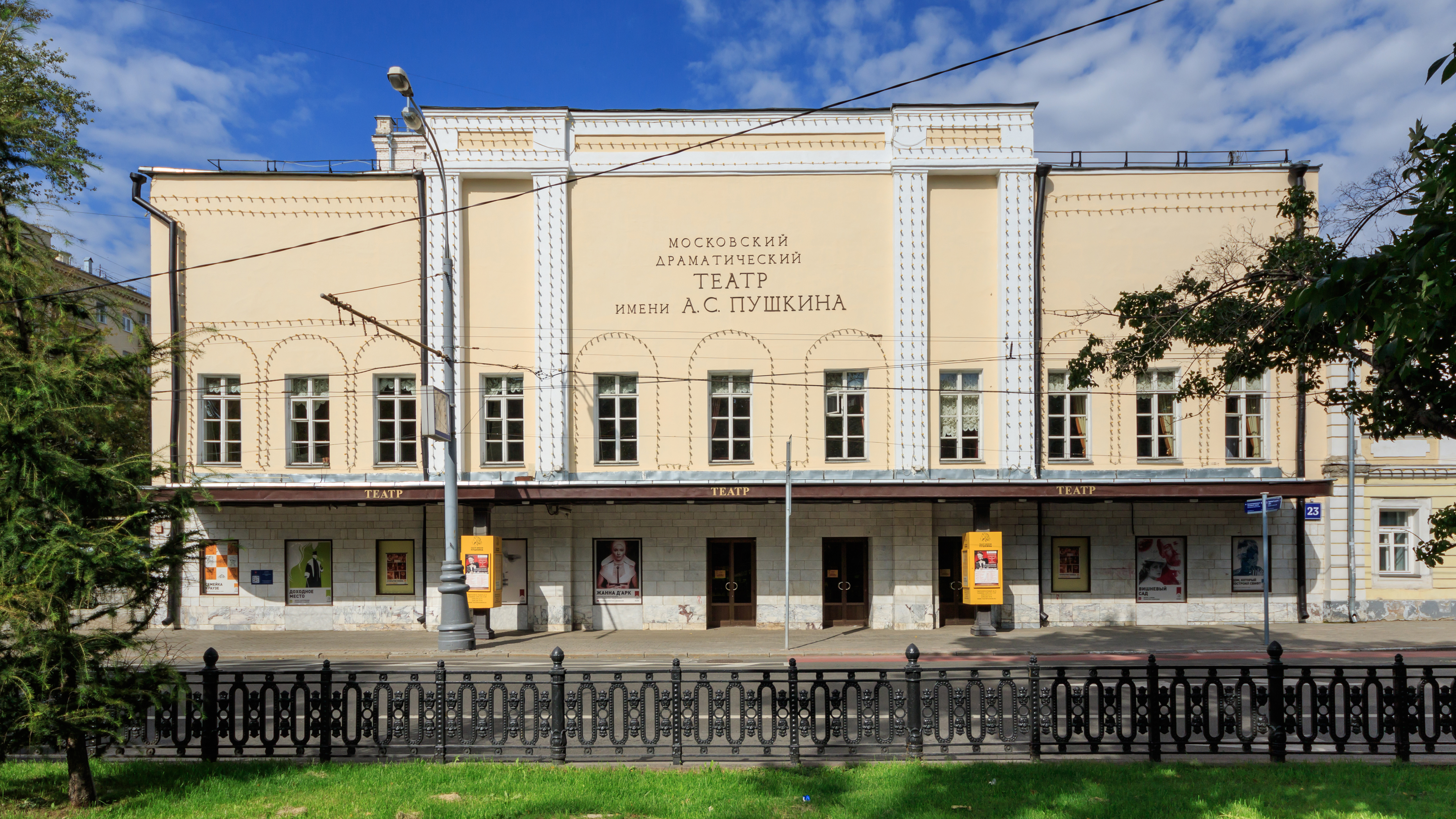
Théâtre Pouchkine de Moscou

Le Théâtre dramatique Pouchkine de Moscou est une compagnie théâtrale de Moscou créée en 1950 sur la base du théâtre de Chambre Taïrov (fondé en 1914 et dissout en 1949 pour des raisons idéologiques). Le théâtre est basé dans le centre de la capitale russe, au numéro 23 du boulevard Tverskoï.